# دوران سربی
دوران سربی فیلمی به کارگردانی خسرو معصومی و نویسندگی خسرو معصومی، عباس معروفی ساختهٔ سال ۱۳۶۷ است.

## خلاصه داستان
جان برار از راه تهیه و فروش زغال خرج خانواده را تأمین می‌کند. او با اسبی که از پسر عمویش کرایه کرده زغال‌ها را به شهر می‌رساند. گوهر، همسر او، باردار است و احتیاج به عمل سزارین دارد، او فرزندش، اسماعیل، را در روستا باقی می‌گذارد تا از خانه و گاوشان مراقبت کند و خود با درشکه شبانه همسرش را به شهر می‌برد. به نیت آن که گاو را با اسب تاخت بزند، اسب را برای تأمین خرج عمل همسرش می‌فروشد اما در روستا، موقعی که اسماعیل در کلاس درس است، گاو طعمهٔ خرس می‌شود. جان برار به روستا بازمی‌گردد و با شکایت پسر عمویش به زندان می‌افتد. با برخوردهای کدخدامنشانهٔ اهالی جان برار آزاد می‌شود. با این شرط که بدهی اش را به اقساط بپردازد. جان برار که به تنهایی توان خرج و دخل خانه را ندارد اسماعیل را از رفتن به مدرسه بازمی‌دارد تا به او در کارهایش کمک کند. اما پس از آن که درمی یابد بازار فروش زغال رونقی ندارد، اسماعیل را به مدرسه می‌فرستد و خود به عنوان کارگر فصلی راهی شهر می‌شود.

## بازیگران
- سیامک اطلسی
- مهرانه مهین ترابی
- نیما جوان
- سیروس گرجستانی
- حسین محجوب
- مهشید افشارزاده
- عطاءالله زاهد
- پرویز شاهین‌خو
- عباس ناظری‌نیک
- هادی نامور
- ملیحه نظری
- ایرج قوشچی باشی
- احمدرضا اسعدی
- رضا جوان
- عباس رستمانی
- حسن رستمانی